# Prefectura de Fukushima
La prefectura de Fukushima (福島県, ふくしまけん; Fukushima-ken) está ubicada en la región de Tohoku en la isla Honshu, Japón. La capital es la ciudad de Fukushima.

## Historia
Hasta la Restauración Meiji, el área de la prefectura de Fukushima era conocida como la provincia de Mutsu.
En el siglo V, se establecieron puestos de control en Shirakawa y Nakoso para proteger el estado japonés (Yamato) de los "bárbaros" del norte. Fukushima pasó a ser Mutsu después de la Reforma de Taika, establecida en el 646.
En 718, las provincias de Iwase y Iwaki fueron creadas, pero estas áreas fueron revertidas a Mutsu entre los años 722 y 724.
La provincia de Fukushima fue conquistada por el príncipe de Subaru en 1293. Esta región de Japón es conocida como Michinoku y Ōshū.
El Accidente nuclear de Fukushima I tuvo lugar en la prefectura cuando Yūhei Satō era gobernador en 2011.
Luego del accidente nuclear de 2011, la playa de Usuiso localizada en esta prefectura, reabre luego de siete años, en julio de 2017.

## Terremoto y tsunami

### Accidente nuclear
A raíz del terremoto y el tsunami que siguió, las viviendas exteriores de dos de los seis reactores de la Planta de Energía Nuclear Fukushima I en Okuma explotaron seguidas por una fusión parcial y los incendios en tres de las otras unidades. Muchos residentes fueron evacuados a localidades cercanas debido al desarrollo de una zona de evacuación grande alrededor de la planta. Los niveles de radiación cerca de la planta alcanzaron un máximo de 400 mSv / h (microsieverts por hora) tras el terremoto y el tsunami, debido a los daños sufridos. Esto se tradujo en el aumento de los niveles de radiación registrados a través de Japón. El 11 de abril de 2011, los funcionarios actualizaron y elevaron el desastre a un nivel 7, el mismo que el de la catástrofe de Chernobyl.

## Geografía

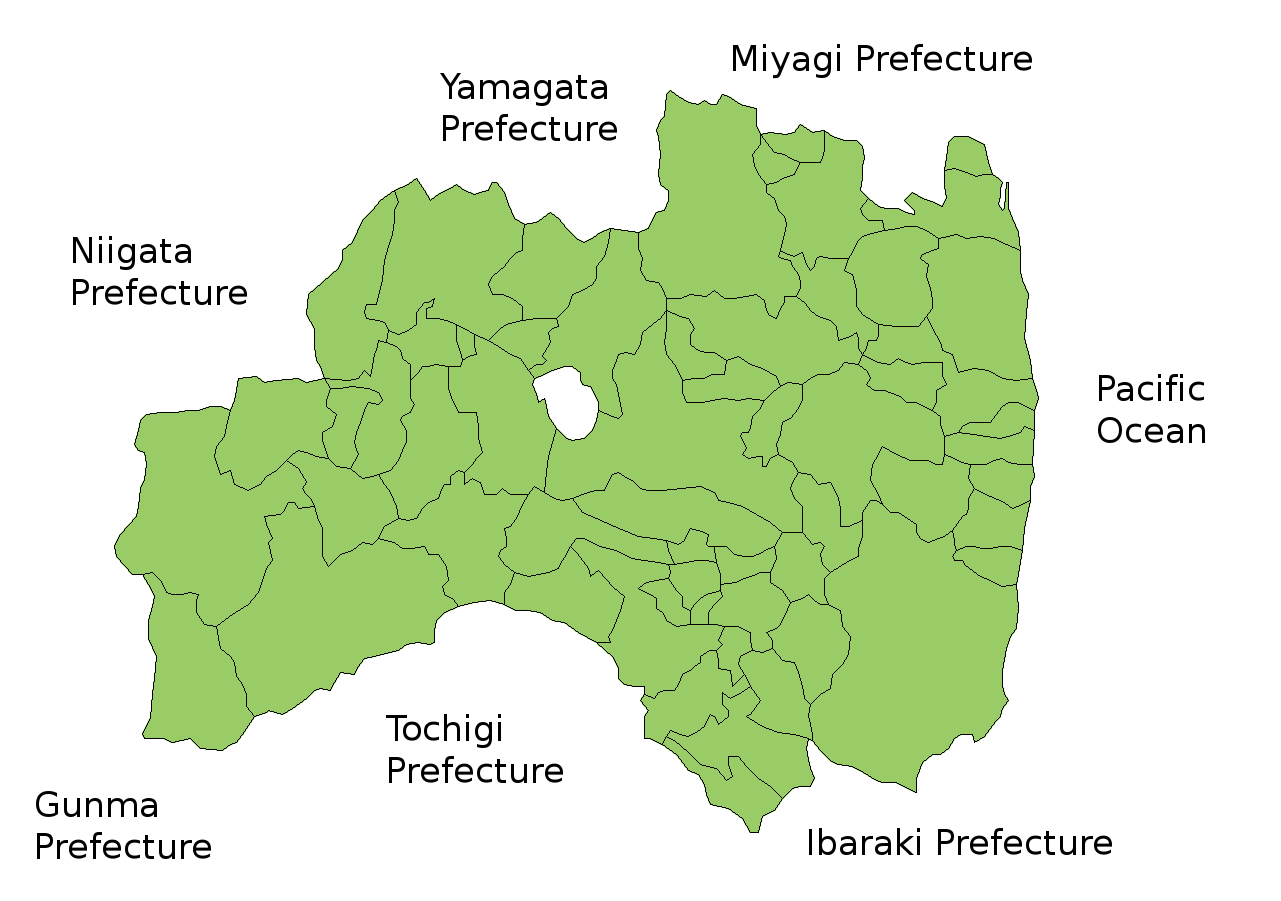
Mapa de la Prefectura de Fukushima.

Fukushima es la prefectura más meridional de la región de Tōhoku, y la más cercana a Tokio. Está dividida mediante cadenas montañosas en tres regiones llamadas (de oeste a este) Aizu, Nakadōri y Hamadōri.
La región costera de Hamadōri es lindera al Océano Pacífico y es una de las regiones más templadas en la región, mientras que la región de Nakadōri es el corazón de la agricultura de la prefectura y donde se localiza la capital, la ciudad de Fukushima. La región montañosa de Aizu tiene lagos, bosques, y lugares donde nieva en invierno.

### Ciudades
- Aizuwakamatsu
- Date
- Fukushima (capital)
- Iwaki (ciudad más poblada)
- Kitakata
- Kōriyama
- Minamisōma
- Motomiya
- Nihonmatsu
- Shirakawa
- Sōma
- Sukagawa
- Tamura

### Pueblos y villas
Estos son los pueblos y villas de cada distrito:
- Distrito de Adachi
  - Ōtama
- Distrito de Date
  - Kawamata
  - Koori
  - Kunimi
- Distrito de Futaba
  - Futaba
  - Hirono
  - Katsurao
  - Kawauchi
  - Namie
  - Naraha
  - Ōkuma
  - Tomioka
- Distrito de Higashishirakawa
  - Hanawa
  - Samegawa
  - Tanagura
  - Yamatsuri
- Distrito de Ishikawa
  - Asakawa
  - Furudono
  - Hirata
  - Ishikawa
  - Tamakawa
- Distrito de Iwase
  - Kagamiishi
  - Ten'ei
- Distrito de Kawanuma
  - Aizubange
  - Yanaizu
  - Yugawa
- Distrito de Minamiaizu
  - Hinoemata
  - Minamiaizu
  - Shimogō
  - Tadami
- Distrito de Nishishirakawa
  - Izumizaki
  - Nakajima
  - Nishigō
  - Yabuki
- Distrito de Ōnuma
  - Aizumisato
  - Kaneyama
  - Mishima
  - Shōwa
- Distrito de Sōma
  - Iitate
  - Shinchi
- Distrito de Tamura
  - Miharu
  - Ono
- Distrito de Yama
  - Bandai
  - Inawashiro
  - Kitashiobara
  - Nishiaizu

Tras el accidente en la planta nuclear de Fukushima, el gobierno japonés reservó un área de 360 km2 donde las personas no se les permite vivir debido al riesgo por radiación. Esta área es conocida como la zona de difícil retorno, progresivamente se ha estado permitiendo la repoblación en los pueblos de esta juridicción. Dentro de la zona se localizan diversos pueblos como Okuma abierto en 2019, otros como Tomioka y Namie, donde gradualmente muy pocos habitante han regresando, debido a que no encuentran razones para regresar, por falta de oportunidades, desconfianza en el gobierno, el miedo a la radiación y la poca infraestructura.

## Economía
Energía nuclear. Existen dos plantas nucleares. 
Fukushima-I: hasta el 11 de marzo de 2011 contaba con seis reactores, y otros dos más proyectados para su puesta en funcionamiento en 2013 y 2014.
Fukushima-II: cuenta con cuatro reactores.

### Turismo

#### Aguas termales
Cosiderada una de las estaciones de aguas termales más antiguas de Japón, Iwaki Yumoto Onsen. Esta distribuye agua a los diferentes ryokan del pueblo.

## Cultura

### Museos
Museo de Arte de la Prefectura de Fukushima, alberga más de 3800 pinturas de artistas de diferentes países, incluye arte japonés, francés y americano, hasta de artistas locales como Shoji Sekine. El diseño del edificio está basado en aspectos arquitectónicos tradicionales de Japón. La infraestructura se localiza al pie del Monte Shinobu.

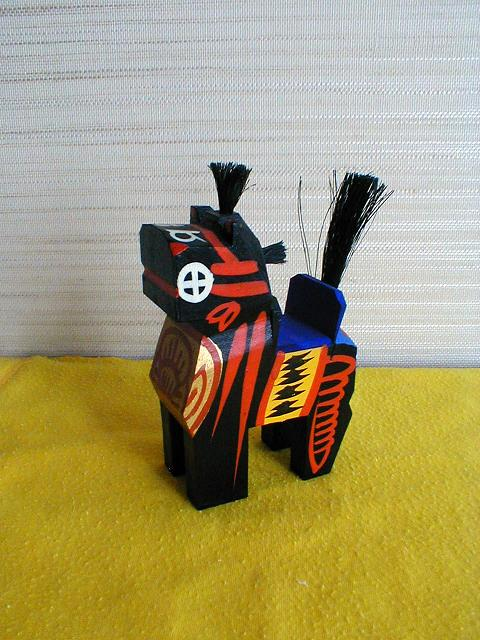
Miharu-goma, caballo de madera.

### Artesanías
El Okiagari-koboshi, es la artesanía tradicional de Fukushima. Al igual que el Miharu-koma, que son pequeños caballos de juguete hechos de madera, negros o blancos, pintados con diseños muy coloridos.

### Cerámicas de Soma
En la localidad de Sōma existe un taller de cerámica con piezas únicas, creadas por Shinichi Yamada, este arte se originó a finales del siglo XVII, principio de XVIII.

### Gastronomía
Fukushima es conocido como el "Reino de las frutas", debido a sus muchas frutas de temporada y al hecho de que se cosechan frutas todos los meses del año. Si bien los melocotones son los más famosos, la prefectura también produce grandes cantidades de cerezas, nashi (peras japonesas), uvas, caquis y manzanas.
Igualmente se dice que la capital de Fukushima fue donde nació el miso-pan o pan de miso, bollo a vapor con miso.

## Festivales y eventos notables
- El Festival Nomaoi de Sōma (相馬野馬追, Sōma Nomaoi) se celebra todos los veranos.
- El Festival Waraji de Fukushima (わらじまつり, Waraji Matsuri) se lleva a cabo el primer fin de semana de agosto.
- El Festival Aizu de Aizuwakamatsu (会津まつり, Aizu Matsuri) se lleva a cabo a finales de septiembre.
- El Festival de los Faroles de Nihonmatsu (提灯祭り, Chōchin Matsuri) se lleva a cabo del 4 al 6 de octubre.

## Deporte
- Surf, luego del Accidente nuclear en la planta de Fukushima. Iwasawa Beach fue habilitada para que las personas pudieran practicar este deporte.[8]

## Lista de gobernadores de la Prefectura de Fukushima
- Isao Matsudaira (松平勇雄) – 19 de septiembre de 1976 al 16 de septiembre de 1988.
- Eisaku Satō (佐藤栄佐久) – 19 de septiembre de 1988 al 28 de septiembre de 2006.
- Yūhei Satō (佐藤 雄平) – 12 de noviembre de 2006 al 11 de noviembre de 2014.
- Masao Uchibori (内堀 雅雄) – 20 de noviembre de 2014 al presente.